# Упаль
Упаль (нем. Upahl) — община в Германии, районный центр, расположен в земле Мекленбург-Передняя Померания.
Входит в состав района Северо-Западный Мекленбург. Подчиняется управлению Грефесмюлен-Ланд. Население составляет 1112 человек (на 31 декабря 2010 года). Занимает площадь 15,95 км².